# インランド・シー・リゾート・フェスパ
インランド・シー・リゾート・フェスパは、愛媛県越智郡上島町の弓削島にあるホテル。株式会社ゆげフーヅサービスが指定管理者として運営を行っている。四国八十八景59番。

## 概要
老朽化した「国民宿舎ゆげロッジ」の建て替えにより2011年に開業したリゾートホテル型の宿泊施設。小高い丘の上に位置し、瀬戸内海を望むことが出来ることも特徴となっている。施設の名前の「インランド」は内海という意味で、「フェスパ」はイタリア語で法王（皇）の休日にあやかりフレッシュ、明日へのエネルギーを蓄積できる場をイメージしたという。
宿泊設備だけでなく、様々な種類の浴室がある。
- 階
  - 各種浴室
  - 休憩ロビー
  - マッサージルーム
  - 体験教室
- 1階
  - フロント
  - 売店
  - ラウンジ
  - インターネットコーナー
  - レストランイル・マーレ
  - 大宴会場
  - 中宴会場
- 2・3階
  - 客室

## 沿革
- 2011年 - 「インランド・シー・リゾート・フェスパ」（指定管理者：ゆげフーヅサービス）開業。
- 2018年4月 - いきなスポレク（町出資の第3セクター）が指定管理者として運営開始[2]。
- 2021年4月 - ゆげフーヅサービスが指定管理者として運営開始[3]。

## アクセス
- 上島町有バス「フェスパ」停留所